# Torta degli addobbi
La torta di riso (detta anche torta degli addobbi) è un tipico dolce che appartiene alla tradizione culinaria bolognese, ma è diffusa anche in gran parte dell'Emilia e in Romagna. Veniva tradizionalmente preparato durante la festa degli addobbi, istituita nel 1470 per il decennale di una parrocchia in cui era uso esporre alle finestre, in segno di festa, dei drappi colorati. In tale occasione le case dei parrocchiani erano aperte alle visite di vicini e conoscenti. Si preparava allora la torta di riso che veniva offerta tagliata in piccoli rombi, ciascuno infilzato da uno stuzzicadenti. Negli Addobbi o Corpus Domini "si portava in processione l'immagine del Corpus Domini; questa festa veniva celebrata ogni 10 anni nelle parrocchie in città, mentre in campagna ogni paese veniva diviso in 4 quartieri e ogni quartiere festeggiava una volta ogni 4 anni, a rotazione" (Babette, in La cucina della Prateria bolognese).
Non va confusa con la torta di riso alla bobbiese, che è una preparazione salata. 

## Ricetta
Ne esiste una ricetta decretata dall'Accademia italiana della cucina (delegazione di Bologna dei Bentivoglio) e depositata alla Camera di Commercio di Bologna il 14 dicembre 2005.